# 国栖奏
国栖奏（くずそう）とは奈良県吉野郡吉野町南国栖の浄見原神社（きよみはらじんじゃ）で、毎年旧暦1月14日に奉納される歌舞である。今日では国栖奏という呼称が定着しているが、従来は「国栖舞」または単に「翁の舞」と呼ばれ伝えられてきたもので、「国栖奏」とは大嘗祭や諸節会などでの、宮廷儀礼として奏上の折の称である。奈良県指定無形民俗文化財。

## 歴史
宮廷への国栖奏の奏上は『日本書紀』によれば応神天皇19年冬11月の吉野行幸の際に国栖（国樔・くず）の人たちが醴酒（一夜酒）と土毛（くにつもの）を献じて歌舞を奏じたのが始まりとされる。壬申の乱では大海人皇子（天武天皇）が吉野のこの地で挙兵する際に鑑賞し、天皇即位のあと大嘗祭などに奏奉することを制定した。
宮中への参勤はやがて途絶えるが南国栖村には「相伝之神楽舞」が伝承され、明治10年（1877年）2月に今井町行在所（称念寺）において天覧に供された。これが今日の国栖奏につながり、大正15年（1926年）に宮内省雅楽部の多忠朝の指導により整備されたものが伝わっている。
昭和53年（1978年）に奈良県の無形民俗文化財に指定されたことを契機に国栖奏保存会が発足、伝統行事を受け継ぎ毎月14日の練習を欠かさず行っている。翁舞を演じるのは、以前は翁筋と呼ばれる家の直系の嫡男の参加しか許されていなかったが、今では旧国栖村（国樔村）6ヶ大字の男性が参加できるようになっている。

## 行事
旧正月14日当日、午前11時すぎに翁を務める人たちが神社に集まる。神前に供えられるのは山菓（栗）、醴酒（一夜酒）、腹赤の魚（ウグイ）、土毛（根芹）、毛瀰（ヤマアカガエル）の五品である。アカガエルも昔は食用で、この地方の最高の珍味として献上されたのだといい、国栖では今でも赤いカエルを「モミ」、ヤマアカガエルを「モミガエル」と呼ぶ。
午後1時、会所から出てきた狩衣・烏帽子姿の舞翁2名、笛翁4名、鼓翁1名、謡翁5名の12名の奏者は宮司を先頭に吉野川右岸の断崖絶壁に敷設された参道を舞殿へと進む。石段の前でお祓いを受けると参進の笛を奏でながら舞殿へ上り笛や鼓を神前に供えて着座、宮司の祝詞奏上のあといよいよ国栖奏が始まる。
一歌「世にいでば腹赤の魚の片割れも国栖の翁が淵に住む月」次に二歌「みよしのに国栖の翁がなかりせば腹赤の身贄（みにえ）誰か捧げむ」を全員で謡う。神前に供えた楽器をそれぞれがとると笛に合わせて三歌「鈴の音に白木の笛の音するは国栖の翁の参るものかは」を謡う。
次に舞翁は右手に鈴、左手に幣のついた榊を手に立ち上がり、謡翁の一人が「正月」と声を出すと他の者が「エンエー」と囃し、舞翁は鈴を振りながら簡単な所作で舞い左に120度まわる。このとき笛と鼓も奏される。エンエーは遠栄の意味だという。こうして左回りに4回まわりながら正月から12月まで同じ所作を12回繰り返す。
終わると四歌「橿の生（ふ）に横臼（よくす）を作り横臼に醸（か）める大御酒うまらに聞し持ち食せまろが父」を謡う。四歌の最後に右手を口元にあてて上体をそらしてから礼拝する。この所作を「笑の古風」という。このあと南国栖の戸主の名が読み上げられるたびに謡翁が「エンエー」と唱和し鈴と鼓が打たれる。これをオジュンラク（御巡楽）と称する。そのあと参詣者に鈴をいただかせ、玉串奉奠、撤饌があり直会、御供撒きのあとツツミゴク（餅）が各戸に配られる。

## 位置情報
浄見原神社
奈良県吉野郡吉野町南国栖 北緯34度23分0秒 東経135度55分27.5秒